# WOW MUSIC
『WOW MUSIC』（ワウ・ミュージック）は、2020年4月4日（3日深夜）から2023年3月26日（25日深夜）までJ-WAVEで放送されていたラジオ番組。

## 概要
YouTube で展開されている音楽紹介メディア『MUSIC FUN!』とコラボレーションしていた深夜の音楽トーク番組。
本番組のナビゲーターは月替わり制で、毎月様々なクリエイターが「マンスリープレゼンター」として出演していた。番組は、その月の担当プレゼンターが今注目している楽曲を紹介したり、その曲の制作に携わった人物も招いての対談企画を行ったりしていた。

## 放送時間
以下の時間は日本標準時に基づく。
- 土曜 0:30 - 1:00 = 金曜 24:30 - 25:00（2020年4月4日 - 2021年1月30日）
- 日曜 0:00 - 1:00 = 土曜 24:00 - 25:00（2021年2月7日 - 2023年3月26日）